# イスヴェスチ・ツィク諸島
イスヴェスチ・ツィク諸島（イスヴェスチ・ツィクしょとう、ロシア語: Острова Известий ЦИК）は、カラ海に位置するロシア連邦領の6つの島から構成されている島嶼群である。諸島はトロイノイ島（Тройной）、ポロギ＝セルゲエヴァ島（Пологий-Сергеева）、ガヴリリナ島（Гаврилина）、フレブニコヴァ島（Хлебникова）、スカラ島（Скала）および1つの無名島からなる。